# Goma d'esborrar

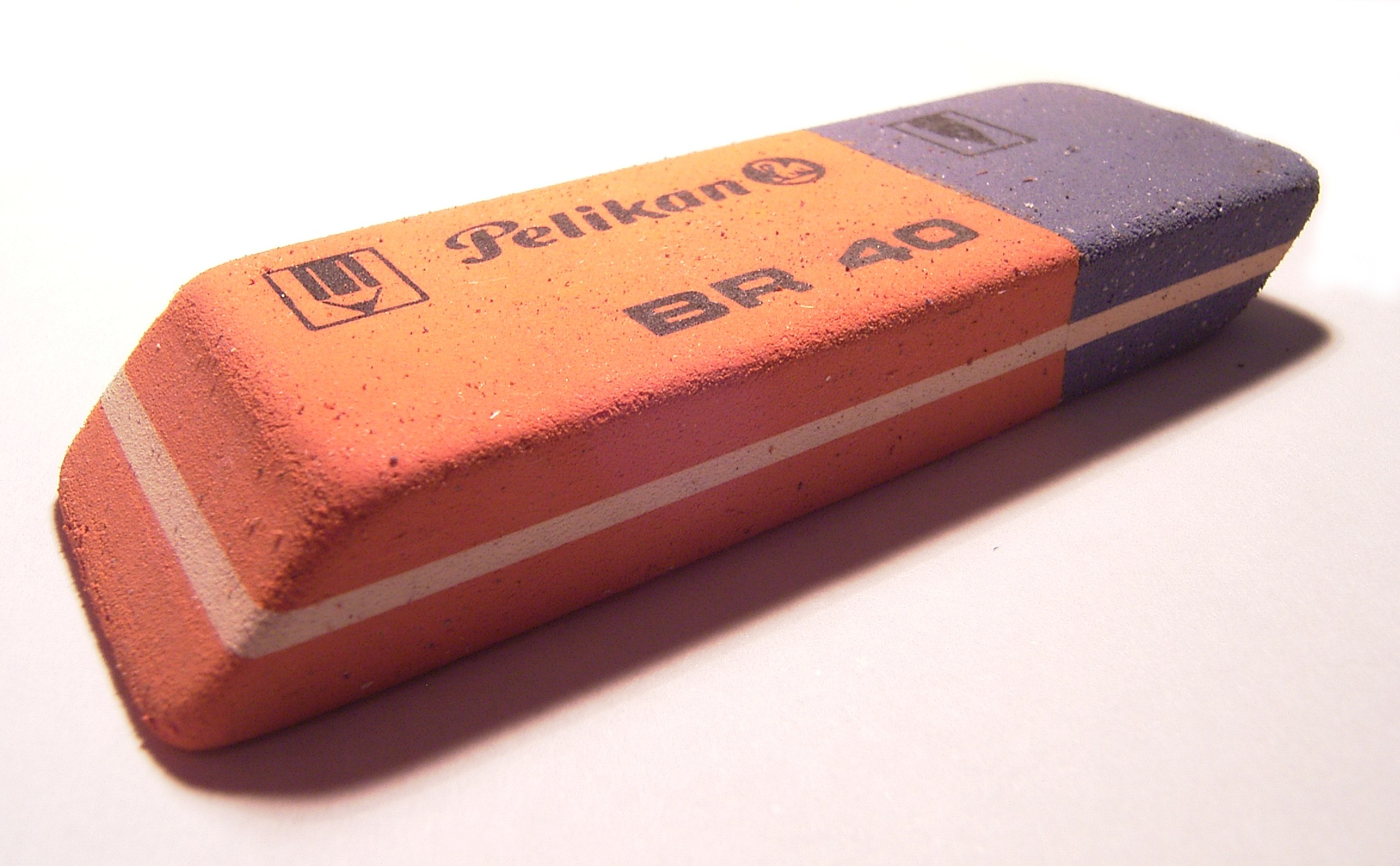
Goma d'esborrar

La goma d'esborrar és un estri d'escriptura que serveix per a esborrar escrits fets amb llapis, de fet alguns llapis tenen una goma d'esborrar encolada, les gomes d'esborrar estan fetes de goma, habitualment sintètica. És fonamental en la correcció d'errors en l'escriptura generalment a llapis, encara que hi ha també gomes que esborren tinta que normalment solen ser de color blau o groc.
La goma d'esborrar té una consistència semblant al làtex, Inicialment la seva matèria primera s'extreia d'un arbre de la selva verge al Brasil, anomenat «arbre de cautxú» o «seringueira», d'aquí el seu nom.
Algunes contenen materials plàstics com el titinili, plàstic extret del tractament del titani i vinil. Certs llapis duen incorporada goma d'esborrar en un extrem. Hi ha gomes amb extracte de pumicita per a dibuix tècnic.

## Tipus

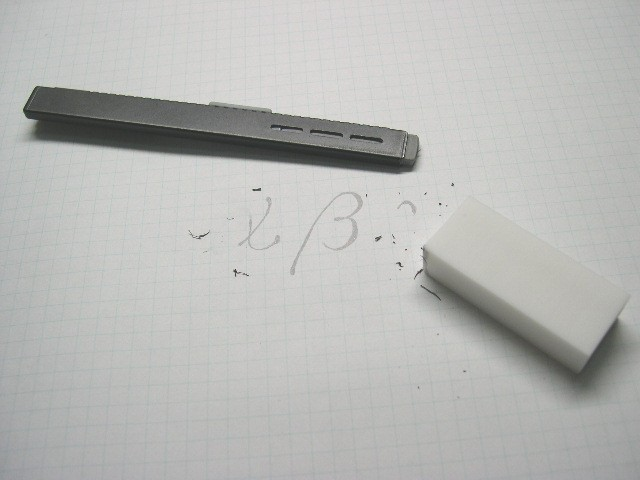
Goma d'esborrar plàstica

Normalment els colors de les gomes determinen el seu ús:
- Color blanc: per a esborrar llapis.
- Color blau: per a esborrar tinta (solen ser abrasives o porten partícules de metall)
- Color carn (vermellós): com la que ve en els extrems dels llapis per a esborrar traços fets amb aquests.
- Color cafè clar d'engruna: esborra traços de llapis.
- Negra: és un tipus de goma d'esborrar emprada per a gastar bromes, ja que no esborra.
- Color nata: ús genèric
- Goma d'esborrar de pa: s'elabora amb molla de pa. També se la coneix com a goma d'engruna. Es recomana el seu ús quan es tracta d'esborrar superfícies grans de text o dibuix.
- Goma de cartutx recarregable: s'assembla a un marcador gruixut, se'n diu portagomes i funciona amb recanvis de goma. Se'ls treu goma a mesura que es va desgastant. Es recomanen quan es tracta d'esborrar amb precisió un tram petit de superfície.
- Goma de tinta de dibuix tècnic: ve en color groc i s'empra per a esborrar traços de diversos estilògrafs.
- Goma tipus portamines: es col·loca la mina de goma dins d'un cilindre per a esborrar amb més pressió i es va traient més punta conforme requereixi.
- Goma de plastilina: s'utilitza per a esborrar traços de carbó.

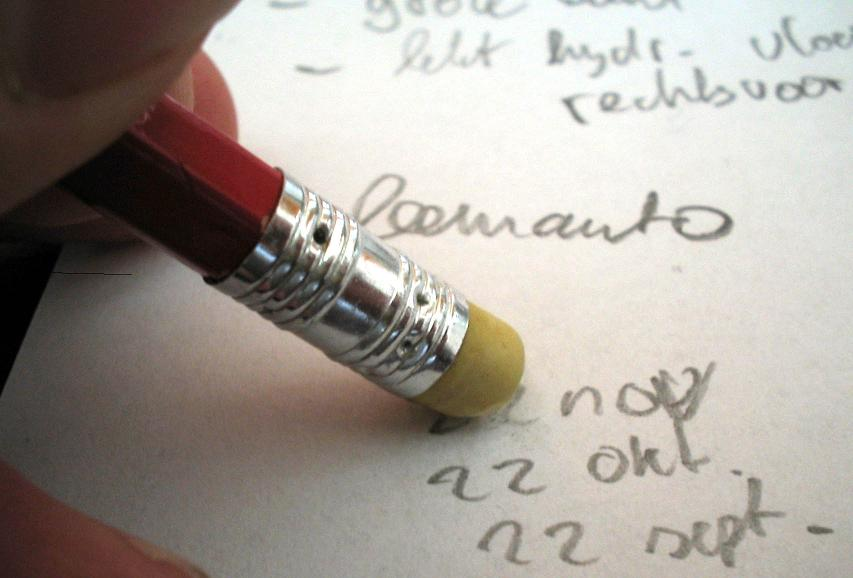
Goma incorporada a un llapis
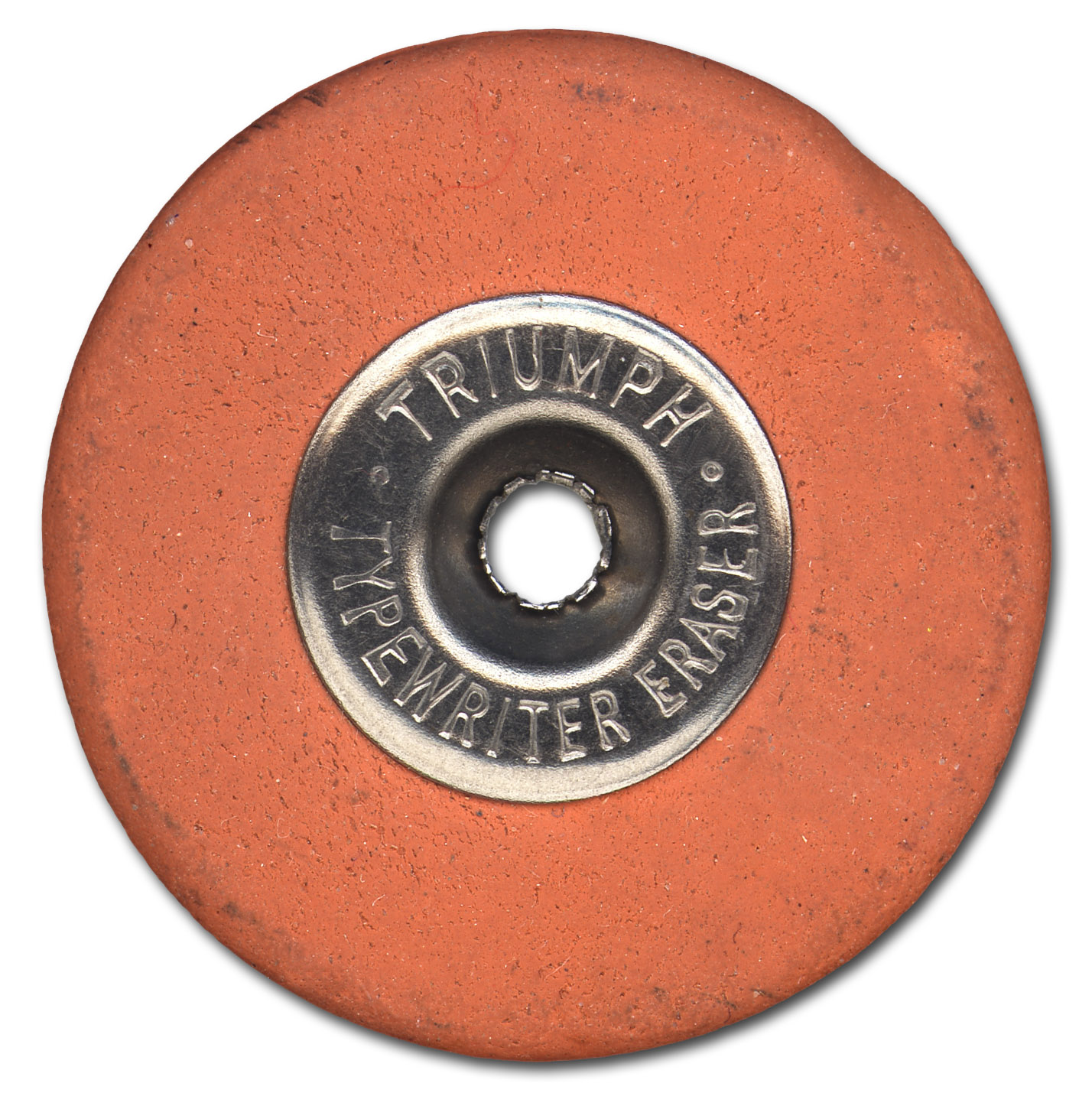
Goma per màquina d'escriure (1960)
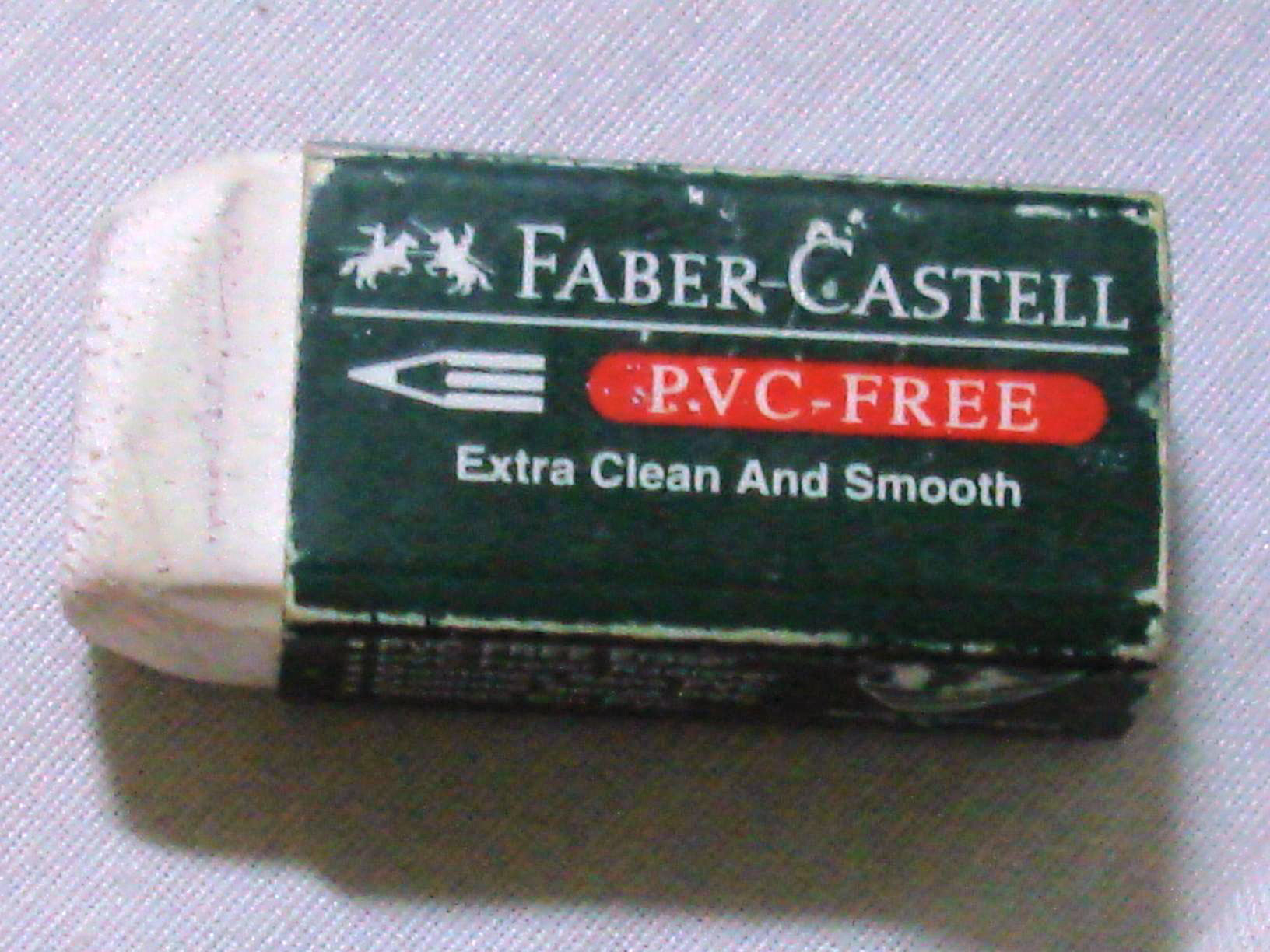
Goma amb funda

### Goma d'esborrar de llapis
Originalment fet de cautxú natural, però ara generalment en ser més barat, conté elements de partícules minerals i un abrasiu com la pedra tosca amb un plastificant com l'oli vegetal. Són relativament durs (per romandre adherits al llapis) i sovint es tenyeixen de rosa.

### Goma d'esborrar de l'artista
La paraula estilitzada "goma d'artista" es va utilitzar per primera vegada el 1903 i es va registrar com a marca registrada als Estats Units. El 1907. Aquest tipus de goma d'esborrar es va fer originalment a partir d'olis com l'oli de blat de moro vulcanitzat amb diclorur de sofre encara que ara pot estar fet de cautxú natural o sintètic o compostos de vinil. És molt suau, però conserva la seva forma i no és plàstic mecànicament, però s'ensorra a mesura que es fa servir. És especialment adequat per netejar grans àrees sense fer malbé el paper. Tot i això, són tan suaus que el seu ús resulta imprecís. El grafit eliminat es porta a les engrunes, deixant la goma d'esborrar neta, però donant com a resultat una gran quantitat de residus de goma d'esborrar. Aquest residu s'ha de netejar amb compte, ja que les partícules de goma d'esborrar estan recobertes de grafit i poden deixar marques noves. Els esborradors de goma de mastegar són tradicionalment de color torrat o marró, però alguns són blaus.

### Gomes d'esborrar de vinil
Les gomes d'esborrar de vinil plastificat d'alta qualitat o altres esborradors de "plàstic", originalment amb la marca registrada Mylar a mitjans del segle xx, són més suaus, no abrasius i deixen una superfície més neta que les gomes d'esborrar estàndard. Això és perquè el grafit eliminat no roman a la goma d'esborrar com si succeeix en els elements fets de goma, sinó que s'absorbeix en les restes de vinil rebutjades. Com que són més suaus i no abrasius, és menys probable que facin malbé el llenç o el paper. Els enginyers prefereixen aquest tipus d'esborrany per treballar en dibuixos tècnics a causa de la seva delicadesa sobre el paper amb menys taques a les àrees circumdants. Sovint vénen en blanc i es poden trobar en una varietat de formes. Més recentment, es fabriquen esborradors de molt baix cost a partir de compostos de vinil altament plastificats i es fan amb formes decoratives.

### Gomes d'esborrar de massilla
Les gomes d'esborrar de massilla tenen una consistència plàstica i són comunes al joc d'eines estàndard de la majoria dels artistes. Es poden col·locar en un punt per esborrar àrees petites i esborrar detalls ajustats, modelar en una superfície texturitzada i usar-se com un segell invers per donar textura, o fer-se servir en una forma d′"esborrat" per aclarir línies o ombrejar sense esborrar-les del tot. Perden gradualment l'eficàcia i la resistència a mesura que s'infonen amb partícules recollides de l'esborrat i del seu entorn. No són adequats per esborrar grans àrees a causa de la seva tendència a deformar-se sota un esborrat vigorós.

### Massilla per a cartells
Aquesta massilla tova i mal·leable, que es ven comunament en botigues minoristes amb estris escolars i productes per al millorament de la llar, es presenta en molts colors i sota nombroses marques. Dissenyada per adherir cartells i impressions a les parets sense danyar la superfície de la paret subjacent, la massilla per a cartells funciona de manera molt similar als esborradors de massilla tradicionals, però amb més adherència i, en algunes circumstàncies, amb força d'elevació. La massilla per a cartells no esborra sinó que aclareix la superfície en extreure directament partícules de grafit, carbó o pastís d'un dibuix. En aquest sentit, la massilla per a cartells no taca ni malmet la feina en el procés. En tocar repetidament un dibuix amb la massilla, s'allibera cada cop més mitjà, alleugerint gradualment el treball de manera controlada. La massilla per a cartells es pot modelar en punts fins o vores de ganivet, cosa que la fa ideal per a àrees de treball petites o detallades. Es pot enrotllar sobre una superfície per crear textures visuals. La massilla per a cartells perd la seva eficàcia amb l'ús i es torna menys enganxosa a mesura que el material creix contaminat amb deixalles i olis de la pell de l'usuari.

### Esborradors elèctrics
L'esborrany elèctric va ser inventat en 1932 per Arthur Dremel de Racine, Wisconsin (Estats Units). Feia servir un cilindre reemplaçable de material d'esborrany sostingut per un mandril accionat sobre l'eix d'un motor. La velocitat de rotació va permetre utilitzar menys pressió, cosa que va minimitzar el dany del paper. Originalment, es va fer servir goma d'esborrar de llapis estàndard, després reemplaçada per vinil de major rendiment. Dremel va passar a desenvolupar una línia completa d'eines elèctriques rotatives portàtils.

### Gomes d'esborrar de fibra de vidre
Es pot fer servir un esborrador de fibra de vidre, un feix de fibres de vidre molt fines, per esborrar i altres tasques que requereixen abrasió. En general, l'esborrador és un dispositiu en forma de bolígraf amb un inserit reemplaçable amb fibres de vidre, que es desgasten amb l'ús. Les fibres són molt dures; A més d'eliminar les marques de llapis i bolígraf, aquests esborradors s'utilitzen per netejar rastres a les plaques de circuits electrònics per facilitar la soldadura, l'eliminació d'òxid i moltes altres aplicacions. Com a exemple d'un ús inusual, es va utilitzar una goma d'esborrar de fibra de vidre per preparar un fòssil de pterosaure incrustat en una pedra calcària molt dura i massissa. Com que els esborradors de fibra de vidre llancen pols de fibra de vidre quan s'usen, s'ha de tenir cura durant i després de l'ús per evitar la contaminació accidental amb aquesta pols abrasiva en àrees sensibles del cos, especialment als ulls.

### Altres
Els esborradors de pissarra de feltre o els plomalls de pissarra s'utilitzen per esborrar les marques de guix en una pissarra. L'escriptura amb guix deixa partícules de colors clars que s'adhereixen feblement a una superfície fosca (p. ex., blanc sobre negre o groc sobre verd); es pot fregar amb un material suau, com un drap. Els esborradors per a pissarres es fabriquen amb un bloc de plàstic o fusta, molt més gran que un esborrador per a bolígraf o llapis, amb una capa de feltre en un costat. El bloc se sosté a la mà i el feltre es frega contra l'escriptura, que s'esborra fàcilment. S'allibera pols de guix, part del qual s'adhereix a l'esborrador fins que es neteja, generalment en copejar-lo contra una superfície dura.
S'utilitzen diversos tipus d'esborradors, segons la pissarra i el tipus de tinta utilitzada, per esborrar una pissarra blanca.
Els esborradors especials que se subministren amb alguns bolígrafs i marcadors permanents estan destinats únicament a esborrar la tinta de l'instrument d'escriptura per al qual estan fets; de vegades això es fa fent que la tinta s'adhereixi més fortament al material d'un esborrador que a la superfície a què es va aplicar.
La correcció líquida i la cinta correctora ofereixen una alternativa a l'esborrador per eliminar la tinta.
L'ordinador permet esborrar sense deixar rastre; però la icona de l'esborrador es fa servir en un programari gràfic per indicar la funció que restaura, més o menys gradualment, el color del fons.

## Història

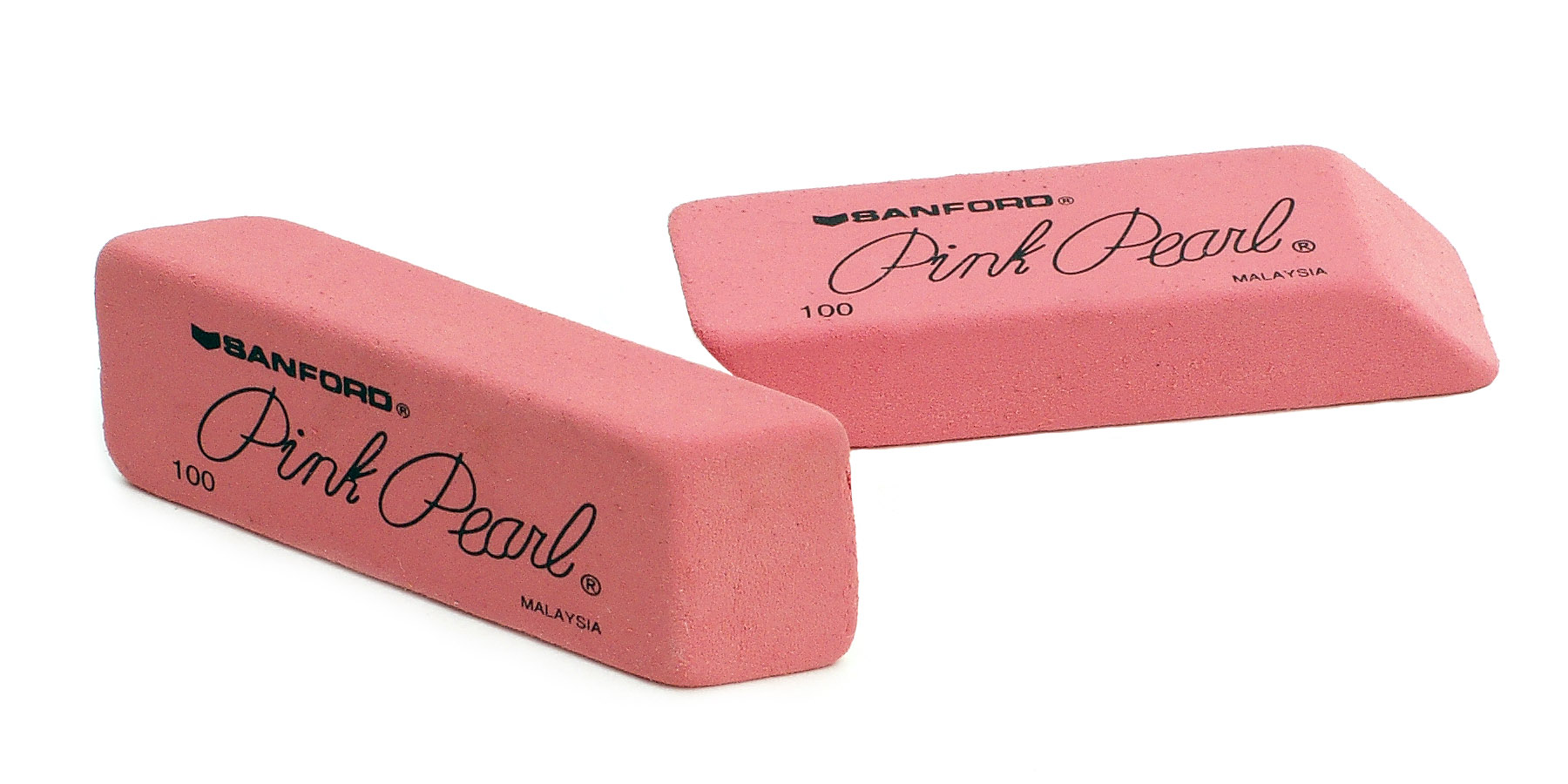
Goma d'esborrar per a llapis.

Ús d'una goma d'esborrar

Abans dels esborradors de goma, s'usaven tauletes de cera per esborrar les marques de grafit o carbó del paper. Es van utilitzar trossos de pedra en brut, com pedra gres o pedra tosca, per eliminar petits errors dels documents de pergamí o papir escrits amb tinta. Es va utilitzar pa sense escorça; un estudiant de Tòquio del període Meiji (1868-1912) esmenta: "S'usaven esborradors de pa en lloc d'esborradors de goma, per la qual cosa ens els donaven sense restricció en la quantitat. Així que no pensem a prendre'ls i menjar una part ferma per satisfer almenys lleugerament la nostra gana".
El 1770, s'informa que l'enginyer anglès Edward Nairne va desenvolupar la primera goma d'esborrar àmpliament comercialitzada per a un concurs d'invencions. Fins aquell moment, el material es coneixia com a goma elàstica o pel seu nom nadiu cautxú. Nairne venia esborradors de cautxú natural per l'alt preu de tres xílings per galleda de mitja polzada. Segons Nairne, inadvertidament va prendre un tros de goma en lloc de migues de pa, va descobrir les propietats d'esborrat de la goma i va començar a vendre gomes d'esborrar. El mateix any, el químic anglès Joseph Priestley va observar que la sàvia endurida dels arbres africans de llet esborraven les marques del llapis de grafit. Fins aleshores s'utilitzava molla de pa per a esborrar-les i era difícil fer-ho amb precisió. Les primeres gomes eren blocs petits de cautxú natural. Tenien, però, un inconvenient, i és que es podrien en poc temps. En una nota a peu de pàgina, Priestley declara: "He vist una substància excel·lentment adaptada al propòsit de netejar del paper la marca del llapis de grafit negre... És venuda pel Sr. Nairne, Mathematical Instrument-Maker, davant del Royal-Exchange". En 1770, la paraula goma era d'ús general per a qualsevol objecte utilitzat per fregar; la paraula es va incorporar al nou material en algun moment entre el 1770 i el 1778.
L'any 1839, Charles Goodyear va inventar la vulcanització i va aconseguir que les gomes d'esborrar duressin més. Goodyear va escalfar sobre una estufa una barreja de sofre i cautxú, de manera que s'enduria i es tornava menys enganxosa, sense perdre elasticitat.
El 30 de març de 1858, Hymen Lipman de Filadèlfia, Estats Units, va rebre la primera patent per col·locar una goma d'esborrar a la punta d'un llapis. Més tard va ser invalidat perquè es va determinar que simplement era una combinació de dos dispositius en lloc d'un producte completament nou.
Les gomes d'esborrar poden ser blocs independents (esborrador de bloc i de falca) o tapes còniques que es poden lliscar a l'extrem d'un llapis (esborrador de tapes). Una goma d'esborrar de barril o clic és un dispositiu amb forma de llapis, però en lloc d'estar ple de mines de llapis, el seu barril conté un cilindre retràctil de material de goma d'esborrar (més comunament vinil tou). Molts, però no tots, els llapis de fusta estan fets amb esborradors adjunts. Les gomes d'esborrar noves fetes amb formes que pretenen ser divertides sovint estan fetes de vinil dur, que tendeix a tacar marques gruixudes quan es fa servir com a goma d'esborrar.